# Laura Bruce

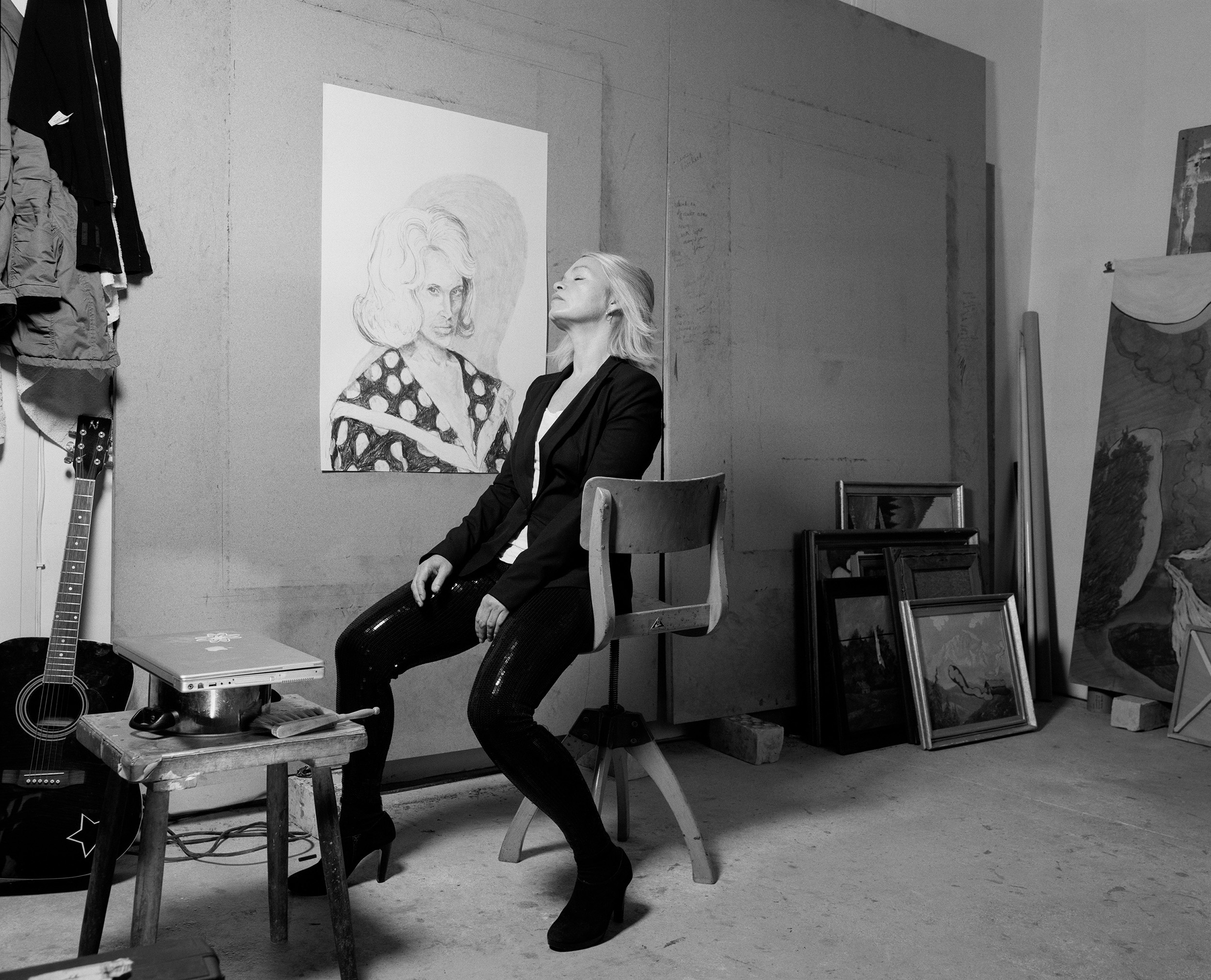
Laura Bruce, fotografiert von Oliver Mark, Berlin 2012

Laura Bruce (* 28. September 1959 in East Orange, New Jersey) ist eine US-amerikanische Künstlerin. Sie lebt und arbeitet in Berlin.

## Leben
Laura Bruce studierte Malerei an der State University of New York at New Paltz und Bildhauerei an der Slade School of Fine Art in London. Sie hatte Gastprofessuren am Exeter College of Art and Design, der Slade School of Fine Art in London, der Kunsthochschule Weissensee in Berlin und der Hochschule für Bildende Künste in Dresden. Bruce unterrichtete an den Sommerakademien in Leipzig, Bremen und Dresden und in Workshops an der Grafikstiftung Neo Rauch in Aschersleben. Zudem unterrichtet sie Kunst an der Otto Hahn Schule in Berlin.
Sie ist Sängerin der Band Dangerpony. Dangerpony spielte live 2012 in Oslo, Norwegen innerhalb des Eröffnungsprogramms der Ausstellung I Wish I Was A Song im Norwegischen Museum für zeitgenössische Kunst zusammen mit Jan Köchermann & Doppelgenscher, Diamanda Galas und Killl.
Bruce lebt seit 1990 in Berlin.

## Arbeit

Atticus at the Front, 2018, Graphit auf Papier, 155 × 113 cm

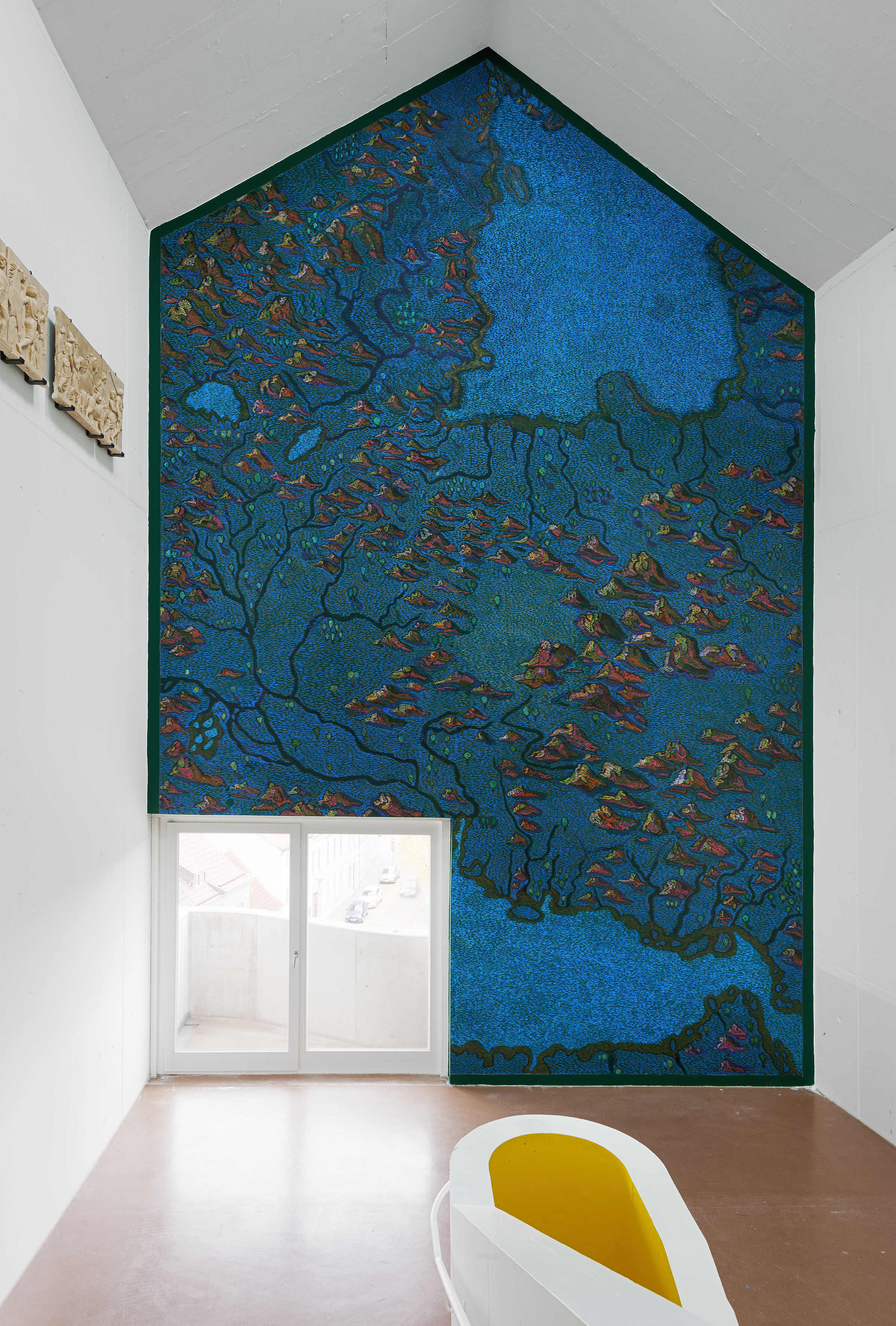
De Septentrione ad Austrum, 2015

Ihre Arbeit umfasst Zeichnung, Malerei, Skulptur, Installation, Video und Performance. Großformatige Schwarz-Weiß Graphitzeichnungen sind dabei ein entscheidender Teil ihres Werks.
Ihre Arbeit zeichnet sich aus durch die Spannung von detaillierten Schraffuren und weichen, großen Flächen aus komplexen Grautönen. Die Zeichnungen von Bruce erinnern an die Europäische Neoromantik des 19. Jahrhunderts und die Hudson River School Malerei der USA.

„Eine genaue Analyse der Arbeiten zeigt, dass intuitive Zugänge und Abstraktion auf unterschiedlichen Ebenen zu finden sind: bezogen auf das verwendete Material, die Darstellung – subtile Schraffuren neben intensiven mit dem Graphitsift bearbeiteten Partien und, mehr noch, durch die Art der Verinnerlichung des Ortsbewusstseins jenseits blosser Beschreibung. Während sich daraus ein visuelles Paradox ergibt, beschleicht den Betrachter fast körperlich ein Gefühl der Vergänglichkeit und es stellt sich eine Sicht auf Landschaft ein, die sich in Richtung des phänomenologisch Unfassbaren erstreckt“

Sie bezieht sich oft auf historische Referenzen, denen sie sich aus einer zeitgenössischen Perspektive nähert, so zum Beispiel in ihrer Installation Perpetual (79 Zeichnungen), die auf Francisco de Goyas Los Capricios basiert, die sie zum ersten Mal 2018 im Haus am Waldsee in Berlin ausgestellt hat. So auch in ihrer Zeichnung / Klanginstallation Goodbye Is Half the Words You Know (2009–2013), in der Bruce 10 Porträts von klassischen Country-Sängern präsentiert und deren Songs mit ihrer Band Dangerpony neu interpretiert. Ein Teil dieser Arbeit wurde 2016 in der Ausstellung Passion. – Fan Behaviour and Art (kuratiert von Christoph Tannert) im Künstlerhaus Bethanien in Berlin und im Ludwig Museum Budapest ausgestellt. Die Installation wurde vollständig gezeigt in der Gruppenausstellung I Wish This Was A Song (kuratiert von Stina Högkvist u. Sabrina van der Ley) und im Nasjonal Museet – Museum of Contemporary Art in Oslo im Jahr 2013 zusammen mit Werken von Dan Graham, Rodney Graham, Bruce Nauman, Libia Castro & Ólafur Ólafsson, Susan Philipsz, Adrian Piper, Santiago Reyes, Michael Sailstorfer, Wilhelm Sasnal, Félix González-Torres und anderen.

### Öffentliche Sammlungen
Werke von Laura Bruce befinden sich unter anderem in den Sammlungen des Neuen Berliner Kunstvereins, im Kupferstichkabinett Berlin, in der Berlinischen Galerie, der Landessammlung Rheinland-Pfalz, Mainz und der Vattenfall Stiftung, Berlin.

### Werke im öffentlichen Raum
Laura Bruces ortsbezogene (10 × 6 m) Wandzeichnung, De Septentrione ad Austrum (2015) befindet sich in Aschersleben im Kopfbau des Bestehornparks im Sommer 2015 realisiert worden und offiziell der Stadt Aschersleben übergeben.

## Auszeichnungen
- 2015: Artist in Residence, Aschersleben Summer Studios[14]
- 2012: Losito Kunstpreis[15]
- 2010: Grant of the Senate for Cultural Activities, Berlin
- 2009: Artist in Residence, Künstlerhaus Schloss Balmoral, Bad Ems[16]
- 2008: Käthe Dorsch Stiftung
- 2008: Artist in Residence, Künstlerhaüser Worpswede
- 2004: Grant of the Senate for Cultural Activities, Berlin
- 2004: Artist in Residence, Schloss Wiepersdorf[17]
- 2004: Stiftung Kunstfonds, Bonn[18]
- 2003: Käthe Dorsch Stiftung, Berlin
- 2003: Artist in Residence in der Art Omi, New York City, USA[19]

## Ausstellungen

### Einzelausstellungen (Auswahl)
- 2018: To Kiss or Kill, Galerie Rompone, Köln[20]
- 2016: Solo presentation of new works, Alexander Ochs Private @ paperpositions, Berlin[21]
- 2015: Love and Other Machines, New Art Projects, London, Vereinigtes Königreich[22]
- 2015: BRUCE SILL, with Heidi Sill, Kunsthaus Erfurt[23]
- 2011: Whippersnapper!!, Fahnemann Projects, Berlin
- 2011: Augenweide, Vattenfall Foundation, Berlin[24]
- 2010: Holy Rollers, with Hannah Dougherty, The Forgotten Bar, Berlin
- 2008: The Hunt, fruehsorge | contemporary drawings[25]
- 2007: Night Twist, Delikatessenhaus, Leipzig
- 2006: Landowners, Galerie Pankow, Berlin[26]
- 2005: Big Sky, Galerie Ulrike Buschlinger, Wiesbaden[27]
- 2004: The Wide, Büro für Kunst, Dresden

### Teilnahme an Gruppenausstellungen (Auswahl)
| Jahr | Ausstellung                                            | Ort                                                |
| ---- | ------------------------------------------------------ | -------------------------------------------------- |
| 2019 | Inspiration Meisterwerk                                | Museum Villa Rot                                   |
| 2018 | Stadt-Land-Fluss                                       | Museum Boppard, Kurfürstliche Burg                 |
| 2018 | 15 Works on Paper                                      | BEERS Gallery, London                              |
| 2018 | Mind the Gap – Rohkunstbau XXIV                        | Schloss Lieberose                                  |
| 2018 | Baustellenfest                                         | Haus am Waldsee, Berlin                            |
| 2017 | Wir nennen es Arbeit                                   | Galleria Opere Scelte, Turin                       |
| 2017 | surf                                                   | Galerie Hartwich, Rügen                            |
| 2017 | Striche, Kreise, Landschaft, Preise                    | Schau Fenster, Berlin                              |
| 2016 | Passion. Fan Behavior and Art.                         | Ludwig Museum Budapest                             |
| 2015 | Wir kommen auf den Hund                                | Kupferstichkabinett Berlin                         |
| 2015 | Passion. Fan Behavior and Art.                         | Künstlerhaus Bethanien Berlin                      |
| 2015 | Paperworlds                                            | Museum der Phantasie, Buchheim                     |
| 2015 | Du sollst dir kein Bild machen                         | Berliner Dome, Berlin                              |
| 2014 | Criss-Cross                                            | Kunstraum Kreuzberg, Berlin                        |
| 2013 | On Paper                                               | Eigen & Art LAB, Berlin                            |
| 2013 | Die Kunst der Zeichnung                                | Kunstverein Essenheim / Altes Rathaus Ingelheim    |
| 2012 | Kühllabor                                              | regionale12, Steiermark                            |
| 2012 | I Wish this Was a Song                                 | Nasjonal Museet – Museum of Contemporary Art, Oslo |
| 2012 | Drawing Biennale                                       | Kunstverein Eislingen                              |
| 2012 | Dies ist die Nacht, die tausend Tagen Trotz kann sagen | Guardini-Stiftung, Berlin                          |
| 2011 | Outdoor Excursions                                     | Burlington City Arts                               |
| 2010 | Reading Room #4 – FUKT MAGAZINE                        | Nomas Foundation, Rom                              |
| 2010 | km 500 2                                               | Kunsthalle Mainz                                   |
| 2010 | Fokus Łódź Biennale                                    | The International Artists’ Museum, Łódź            |
| 2010 | Drawings II                                            | Fahnemann Projects, Berlin                         |
| 2010 | Balmoral Blend                                         | Arp Museum Bahnhof Rolandseck, Remagen             |
| 2009 | Hortus Apertus                                         | Schloss Balmoral, Bad Ems                          |
| 2008 | Menschen und Orte                                      | Kunstverein Konstanz                               |
| 2008 | City Beats                                             | Zendai Museum of Modern Art, Shanghai              |
| 2007 | Drunk on Dreams                                        | fruehsorge, Berlin                                 |
| 2004 | The Medium is the Tedium                               | The Collective Gallery, Edinburgh                  |
| 2003 | Expand                                                 | Volkart Stiftung, Winterthur                       |
| 2002 | Wachsernde Identitäten                                 | Georg Kolbe Museum                                 |
| 2002 | Thin Skin                                              | AXA Gallery, New York                              |
| 2002 | Private Affairs                                        | Kunsthaus Dresden                                  |

## Veröffentlichungen

### Kataloge
- 2018: Rohkunstbau XXIV: Achtung – Mind the Gap. (Text von Mark Gisbourne)[61][62]
- 2018: Laura Bruce – To Kiss or Kill. (Galerie Rompone, Köln)[63]
- 2018: Laura Bruce – Sounds That Clouds Make. Wasmuth Verlag, Berlin 2018, ISBN 978-3-8030-3398-7. (Artloft und Alexander Ochs Berlin. Text von Gregory Volk)[64]
- 2016: What We Do For Love. (Studio Barbara Krimm. Text von Nicola Kuhn)[65]
- 2016: Moment und Dauer. (Galerie Parterre, Berlin. Texte von Kathleen Krenzlin, Jens Semrau und Christian Ulrich)[66]
- 2015: Wir kommen auf den Hund. ISBN 978-3-7319-0237-9. (Kupferstichkabinett Berlin. Text von Andreas Schalhorn.)[67]
- 2015: Passion. Fan Behavior and Art. ISBN 978-3-941230-45-3. (Künstlerhaus Bethanien, Berlin. Text von Christoph Tannert)[8][68]
- 2014: Paperworlds. ISBN 978-3-86206-333-8. (eds. Valeska Hagenay u. Sylvia Volz)
- 2014: A Line is a Line is a Line. (Galerie Pankow, Berlin. Texte von Anke Paula Böttcher, Anette Tietz, Nanne Meyer)[69][70]
- 2013: ungesehen und unerhört: Künstler reagieren auf die Sammlung Prinzhorn, ISBN 978-3-88423-406-8. (Sammlung Prinzhorn, Heidelberg. Text von Thomas Röske)
- 2013: Die Kunst der Zeichnung. (Kunstverein Essenheim / Altes Rathaus Ingelheim, Text von Andreas Preywisch)[71]
- 2012: Zeichnungsbiennale. ISBN 978-3-929947-47-2. (Kunstverein Eislingen, Eislingen. Text von Günther Baumann)[72][73]
- 2012: I Wish This Was A Song. (Nasjonal Museet – Museum of Contemporary Art, Oslo. Text von Sabrina van der Ley)[74]
- 2011: Outdoor Excursions. (Burlington City Arts. Text von Gregory Volk)
- 2011: Laura Bruce – Whippersnapper!! (Galerie Fahnemann / Fahnemann Projects, Berlin. Interview von Andreas Schalhorn)[75]
- 2010: The First Dimension. Birkhäuser Verlag, Basel 2010. ISBN 978-3-0346-0367-6. (eds. Helmut Germer u. Thomas Neeser)[76]
- 2010: Laura Bruce: The Castle Drawings. Birkhäuser Verlag, Basel 2010, ISBN 978-3-941560-71-0. (Texte von Jutta Mattern, Helmut Germer, Thomas Neeser)
- 2009: Was ist dass? (espace artcore / JTM Gallery, Paris)
- 2009: The Carnival Within. (Uferhallen, Berlin. Texte von Gregory Volk und Sabine Russ)
- 2008: Laura Bruce –The Hunt. OCLC 315929136. (fruehsorge, Berlin. Text von Gregory Volk)[77]
- 2006: Laura Bruce – Landowners. (Galerie Pankow, Text von Christoph Tannert)[78]
- 2004: Laura Bruce. ISBN 978-3-86572-516-5. (Texte von Mark Gisbourne und Uta Grundmann)[79]
- 2002: Wächsernde Identitäten. (Georg Kolbe Museum, Berlin)[80]
- 2002: Thin Skin. ISBN 978-0-916365-64-6. (Independent Curators International, New York)[81]
- 2002: Private Affairs. (Kunsthaus Dresden)[82]

### Presse
- 2017: BOMB Magazine, artist’s supplement, Nr. 142[83]
- 2007: Drunk on Dreams, FUKT MAGAZINE[84]
- 2006: The Animation Issue, FUKT MAGAZINE[85]
- 2005: Artikel: Endlich glücklich sitzen, Frankfurter Allgemeine Zeitung, 22. März[86]
- 2004: Artikel: The hidden beauty of everyday objects we take for granted, Scotland on Sunday, 29. Feb.

## Dangerpony

### Konzerte (Auswahl)
- 2016: KGB Sounds, Heimathafen Berlin[87]
- 2014: Podewil, Berlin (im Rahmen des Europäischen Monats der Fotografie)[88]
- 2013: Neuer Berliner Kunstverein, Berlin[4]
- 2012: Missklang, West Germany, Berlin[89]
- 2012: I Wish This Was A Song, Nasjonal Museet – Museum of Contemporary Art, Oslo[90]
- 2010: Picture disk vinyl release, West Germany, Berlin[91]
- 2009: The Carnival Within, Uferhallen, Berlin[92]